# Systems Engineering Body of Knowledge
 (novembre 2022).
Le Systems Engineering Body of Knowledge, en abrégé SEBoK, ou corpus de connaissances en ingénierie des systèmes en français, est un ensemble clé de sources de connaissances et de références[réf. nécessaire] en matière d'ingénierie de systèmes. Il est disponible gratuitement sur internet. 
La création et la maintenance de ce référentiel est assurée par le BKCASE, un organisme supervisé par un conseil composé de l'International Council on Systems Engineering (INCOSE), de l'IEEE Computer Society et du centre de recherche en ingénierie système du Stevens Institute of Technology. 

## Historique
L'élaboration du référentiel débute en 2009 pour arriver à une première publication en 2012, grâce aux contributions de 70 auteurs du monde entier. Au cours de cette période, trois versions prototypes ont été créées. Le premier prototype (v.0.25) est un document publié pour consultation en septembre 2010. Cependant, les versions finales sont publiées en ligne conformément à l'accord entre les auteurs en janvier 2011. La transition vers une version basée sur un wiki commence avec v. 0,50. 
La première version du SEBoK destinée au public est mise en ligne en septembre 2012. Cette version initiale est nommée produit de l'année 2012 par l'INCOSE. Depuis novembre 2018, le guide fait l'objet de plusieurs révisions et mises à jour mineures menant à la 19e publication. La version 1.7, publiée le 27 octobre 2016, ajoute un nouveau domaine de connaissances en Ingénierie des systèmes de santé-. Sa version la plus récente (v.1.9.1) a été publiée le 16 octobre 2018. 

## Domaines de connaissances
Le guide identifie 26 domaines de connaissances. Cependant, la majorité de ces domaines de connaissances peuvent être regroupés pour former neuf domaines de connaissances générales. Les domaines de connaissances générales et spécifiques sont: 
- Domaine de connaissances en sciences et technologies 
  - Introduction aux processus du cycle de vie
  - Modèles de cycle de vie
  - Définition du concept
- Domaine de connaissance de la technologie 
  - Définition du système
  - Réalisation du système
  - Déploiement et utilisation du système
- Domaine de connaissance de l'environnement opérationnel
- Discipline d'ingénierie / connaissances spécialisées 
  - Ingénierie des systèmes et génie logiciel
  - Ingénierie des systèmes et gestion de projet
  - Ingénierie des systèmes et génie industriel
  - Ingénierie des systèmes et ingénierie spécialisée
- Domaine de connaissance du secteur d'activité et de l'entreprise 
  - Ingénierie des systèmes de produits
  - Ingénierie des systèmes de service
  - Ingénierie des systèmes d'entreprise
  - Systèmes de systèmes (SoS)
  - Ingénierie des systèmes de santé
- Domaine de connaissance du management et du leadership 
  - Activer les entreprises
  - Activer les équipes
  - Activer les individus
  - Management de l'ingénierie des systèmes
  - Management du cycle de vie des produits et services
- Domaine de connaissance de l'éducation et de la formation
- Domaine de connaissance des personnes et des compétences 
  - Normes de l'ingénierie des systèmes
- Domaine de connaissance des sciences sociales et de la science des systèmes 
  - Fondamentaux des systèmes
  - Science des systèmes
  - Pensée systémique
  - Représenter les systèmes avec des modèles
  - Approche systémique appliquée aux systèmes issus de l'ingénierie